# Famille Cochon
Pour les articles homonymes, voir Cochon (homonymie).
La famille Cochon est une famille subsistante de la noblesse française dont la branche aînée avait été anoblie en 1753. Les membres actuels de cette famille descendent de la branche cadette Cochon de Lapparent qui fut titrée comte sous le Premier Empire.
La famille Cochon compte parmi ses membres des médecins, trois directeurs de l'école de médecine navale de Rochefort, deux députés dont l'un sera également préfet puis ministre, et des hommes de sciences.

## Histoire
Gustave Chaix d'Est-Ange écrit : « La famille Cochon, originaire de La Rochelle, occupait dès le XVIe siècle un rang distingué dans la haute bourgeoisie de cette ville. »
La branche aînée est anoblie en 1753[réf. nécessaire].
Issu de la branche cadette, Charles Cochon de Lapparent (1750-1825), député en 1789, puis ministre, préfet et sénateur, est fait chevalier en 1808 puis comte en 1809. De lui descendent les membres actuels de la famille Cochon de Lapparent.
En 2019, une branche de cette famille a obtenu la simplification de son nom pour s'appeler à l'avenir de Lapparent.

## Généalogie simplifiée
Cette généalogie est issue des travaux de Gustave Chaix d'Est-Ange :
- François Cochon, il est envoyé par la ville de La Rochelle auprès des rois François Ier puis Henri II pour traiter d'affaires de cette cité[1]. À la fin de sa vie François Cochon se convertit au protestantisme, entre autres enfants : 
  - Guillaume Cochon, il alla exercer le commerce à Coulonges-les-Royaux en Poitou, entre autres enfants :
    - Isaac Cochon, marchand à Coulonges puis à Ardin (1617), fermier général de la terre de Bois-Ratault, il est le premier à se qualifier sieur de Lapparent (domaine près de Surin, en Poitou), entre autres enfants :
      - Pierre Cochon, baptisé en 1607 à Coulonges, sieur de la Combe, père de :
        - Philippe Cochon, sieur du Puy, né à Niort en 1645, médecin ordinaire du roi dans cette ville, père de :
          - Jean Cochon du Puy (né à Niort en 1674 - décédé en 1757), premier médecin de la marine à Rochefort, anobli par lettres patentes en 1753, père de :
            - Gaspard Cochon du Puy (né à Rochefort en 1710 - décédé à Rochefort en 1787), médecin distingué, chevalier de Saint-Michel en 1758, dont une fille qui épouse le marquis de Poléon puis le comte d'Hanaches et un fils mort sans postérité

      - Isaac Cochon, baptisé en 1616 à Coulonges, père de :
        - Charles Cochon, sieur de Lapparent, sénéchal puis juge de paix de Champdeniers, entre autres enfants :
          - Charles Cochon, né à Champdeniers en 1750, conseiller au siège royal de Fontenay-le-Comte, élu député suppléant du Poitou aux États-généraux de 1789, il siège à la suite de la démission du député Dabbaye, élu député des Deux-Sèvres en 1792 à la Convention où il vota la mort du roi Louis XVI, ministre de la police en 1796, nommé trois fois préfet, 1er chevalier de l'Empire en 1808, sénateur de l'Empire et 1er comte de Lapparent en 1809, exilé comme régicide en 1816, autorisé à rentrer en 1819 et meurt à Poitiers en 1825. Il est le père de :
            - Emmanuel Cochon (né à Fontenay-le-Comte en 1777 - décédé en 1870) polytechnicien, préfet du Cher de 1830 à 1840, confirmé dans le titre de 2e comte de Lapparent, père de :
              - Charles Cochon, 3e comte de Lapparent, né en 1804, maire d'Issoudun
              - Henri Cochon de Lapparent, né en 1807, directeur des constructions navale, commandeur de la Légion d'honneur
              - Félix-Rémy Cochon de Lapparent, né en 1809, commandant du génie, officier de la Légion d'honneur

      - Jacques Cochon, né à Ardin vers 1617. Le dernier descendant de cette branche fut Pierre-Thomas Cochon du Vivier (1731-1813), chirurgien à Rochefort, député de la Charente-Inférieure en 1799.

## Personnalités
Plusieurs de ses membres se sont distingués, parmi lesquels :
Branche du Puy (éteinte)
- Jean Cochon-Dupuy (1674-1757), médecin du roi, fondateur[3][réf. à confirmer] et premier directeur de l'École de médecine navale de Rochefort qui avait été créée en 1666, correspondant à l'Académie des sciences
- Gaspard Cochon-Dupuy (1710-1788), médecin, directeur de l'École de médecine navale de Rochefort

Branche du Vivier (éteinte)
- Pierre-Jacques-Thomas Cochon-Duvivier (1731-1813), chirurgien en chef de la Marine, directeur de l'École de médecine navale de Rochefort de 1788 à 1813, député de la Charente-Inférieure de 1799 à 1804

Branche de Lapparent (subsistante)
- Charles Cochon de Lapparent (1750-1825), député, il appartient au groupe politique appelé la Montagne durant la Révolution française, député de 1789 à 1799, ministre de la Police générale, préfet, membre du Sénat conservateur. Créé chevalier (1808) puis comte de l'Empire (1809)
- Emmanuel Cochon, 2e comte de Lapparent (1777-1870), polytechnicien, préfet
- Rémi Cochon de Lapparent (1804-1881), officier du Génie
- Henri Cochon de Lapparent (1807-1884), directeur des Constructions navales
- Albert-Auguste Cochon de Lapparent (1839-1908), géologue, membre de l'Académie des sciences, président de la Société géologique de France (Rue Albert-de-Lapparent)
- Henri Cochon de Lapparent (1840-1931), agronome, inspecteur général de l'agriculture
- Paul Cochon de Lapparent (1869-1946), artiste peintre, dessinateur, essayiste et historien d'art
- Jacques Cochon de Lapparent (1883-1948), professeur de minéralogie et de pétrographie, membre correspondant de l'Académie des sciences
- Albert-Félix Cochon de Lapparent (1905-1975), jésuite et paléontologue, président de la Société géologique de France
- Hubert Cochon de Lapparent (1919-2021), acteur français, fils de Jacques et petit-fils d'Albert.

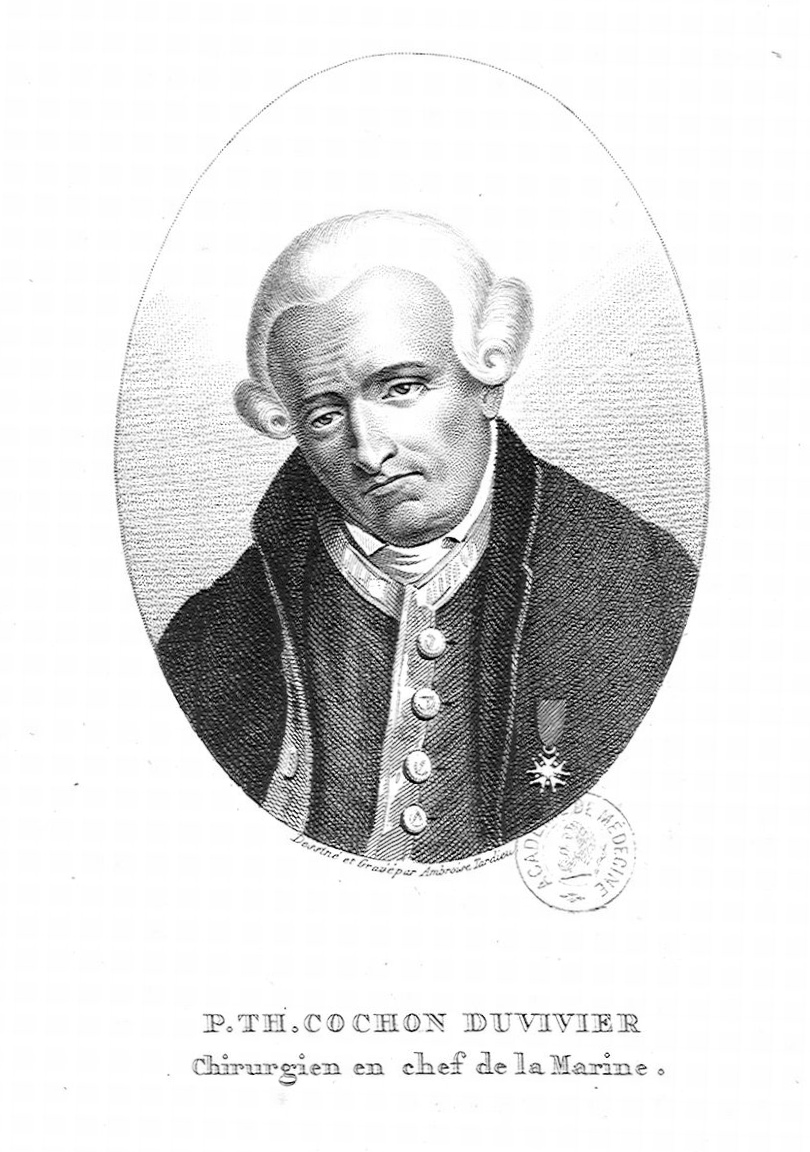
Pierre-Jacques-Thomas Cochon-Duvivier (1731-1813)
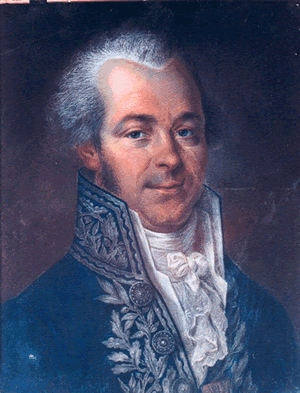
Charles Cochon de Lapparent (1750-1825)
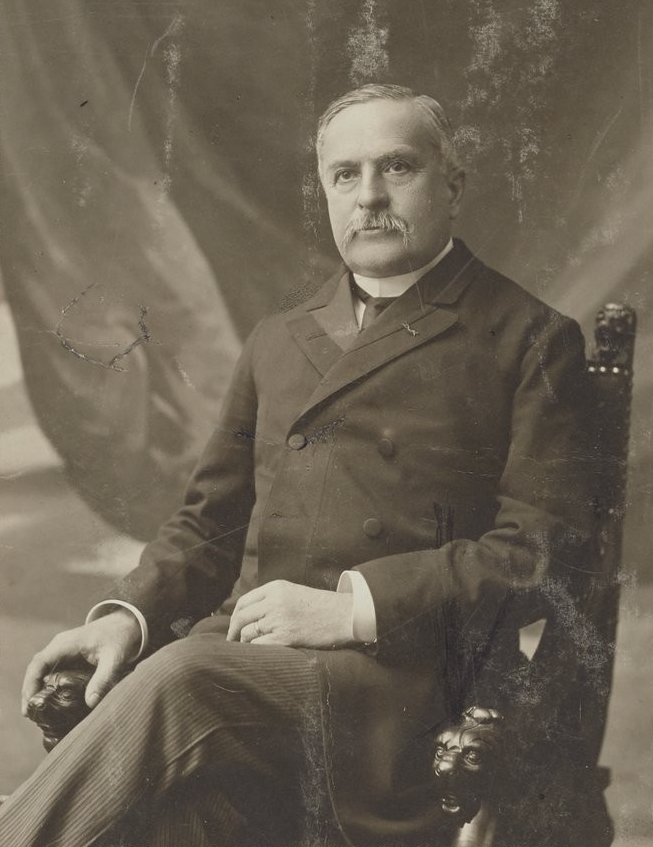
Albert-Auguste Cochon de Lapparent (1839-1908)
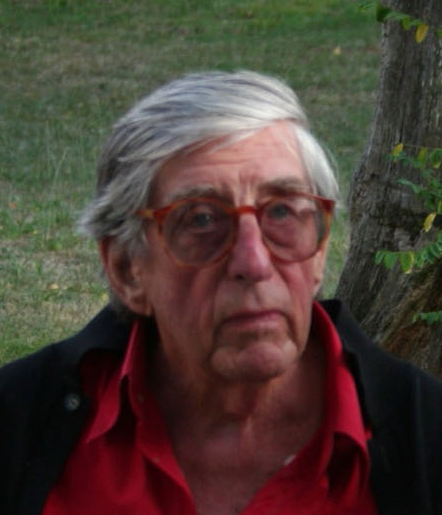
Hubert de Lapparent (1919-2021)

## Propriétés
- Manoir de Lapparent
- Château de Vigneux[4], à Vigneux-sur-Seine (Essonne)

## Armes, titres
- Armes anciennes : D'azur à un chevron d'argent accompagné de trois hures de sanglier de même[1]
- Armes enregistrées à l'Armorial général de 1696 : D'azur à un chevron d'argent accompagné de trois hures d'or et surmonté d'un croissant d'argent[1]
- Armes selon Beauchet-Filleau : D'or au chevron de gueules, accompagné de trois hures de sanglier de sable défendues d'argent.
- Armes concédées en 1809 à la branche Cochon de Lapparent : D'or à un chevron de gueules accompagné de trois têtes de sanglier arrachées de sable, 2 et 1 ; au franc-quartier d'azur chargé d'un miroir d'or en pal après lequel se tortille et se mire un serpent d'argent qui est des sénateurs comtes de l'Empire[1]

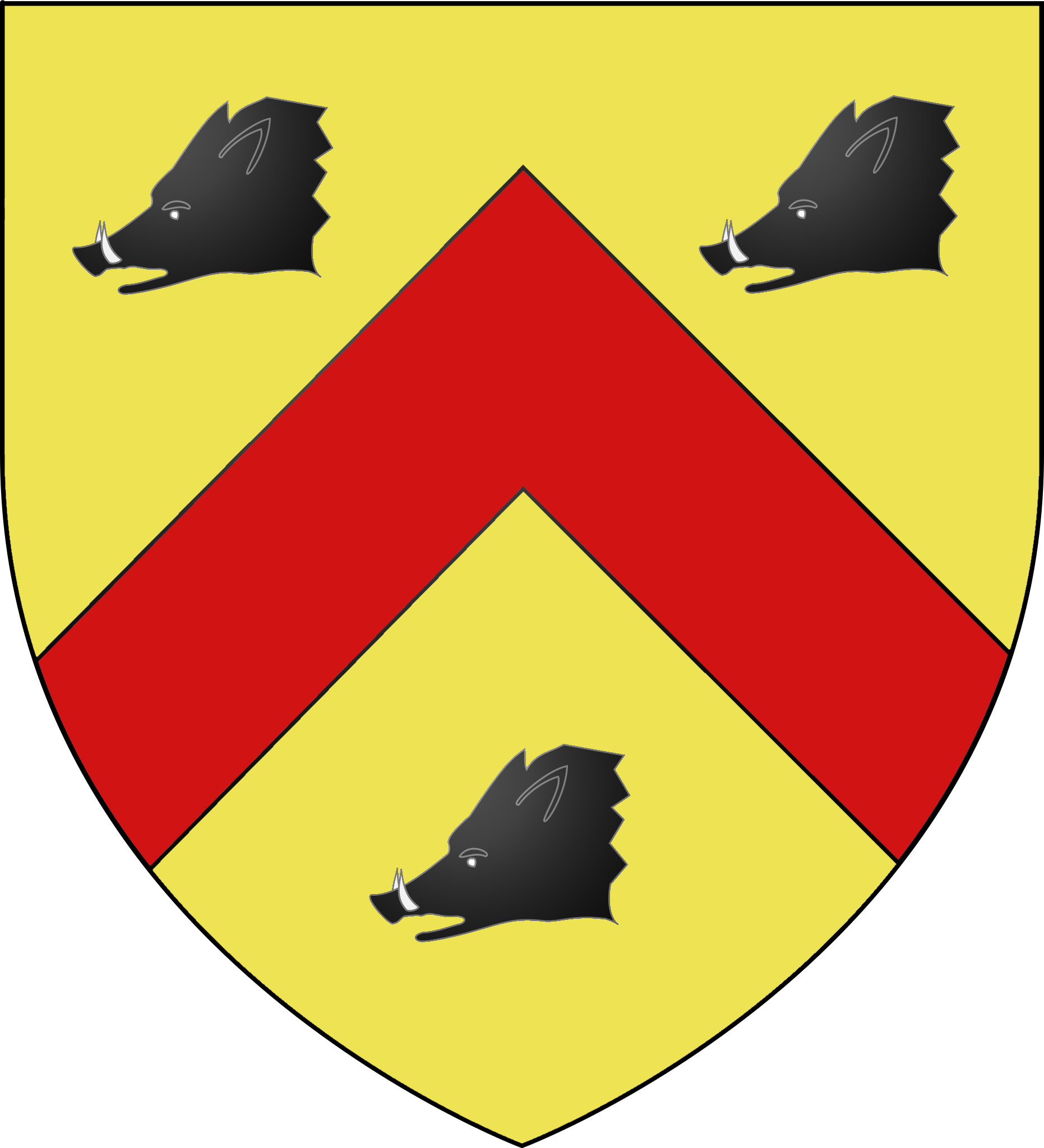
Blason de Charles Cochon de Lapparent (1750-1825), chevalier (1808) puis comte (1809) d'Empire, sénateur de l'Empire

- Titre de chevalier (1808) puis de comte d'Empire (1809) pour la branche Cochon de Lapparent

## Alliances
Les principales alliances de la famille Cochon sont : du Cheyron du Pavillon, famille de Saint-Exupéry, famille de Roux de Navacelles, Maison de Coucy, de Lapersonne, Chaudru de Reynal, Rogues de Chabannes, des Herbiers de L'Estenduère (1753), Pascault de Poléon (1771), Alexandre d'Hanaches, Prieur-Chauveau des Roches (1801), Tourangin, Pervinquière, Viollet du Breil (1885), Roullet de La Bouillerie, Boucher de Morlaincourt, Sainte-Claire-Deville (1906), Chenest, Jouan de Kervenoaël, de Monès del Pujol, Dunoyer de Segonzac, Seguin de Broin.

## Postérité

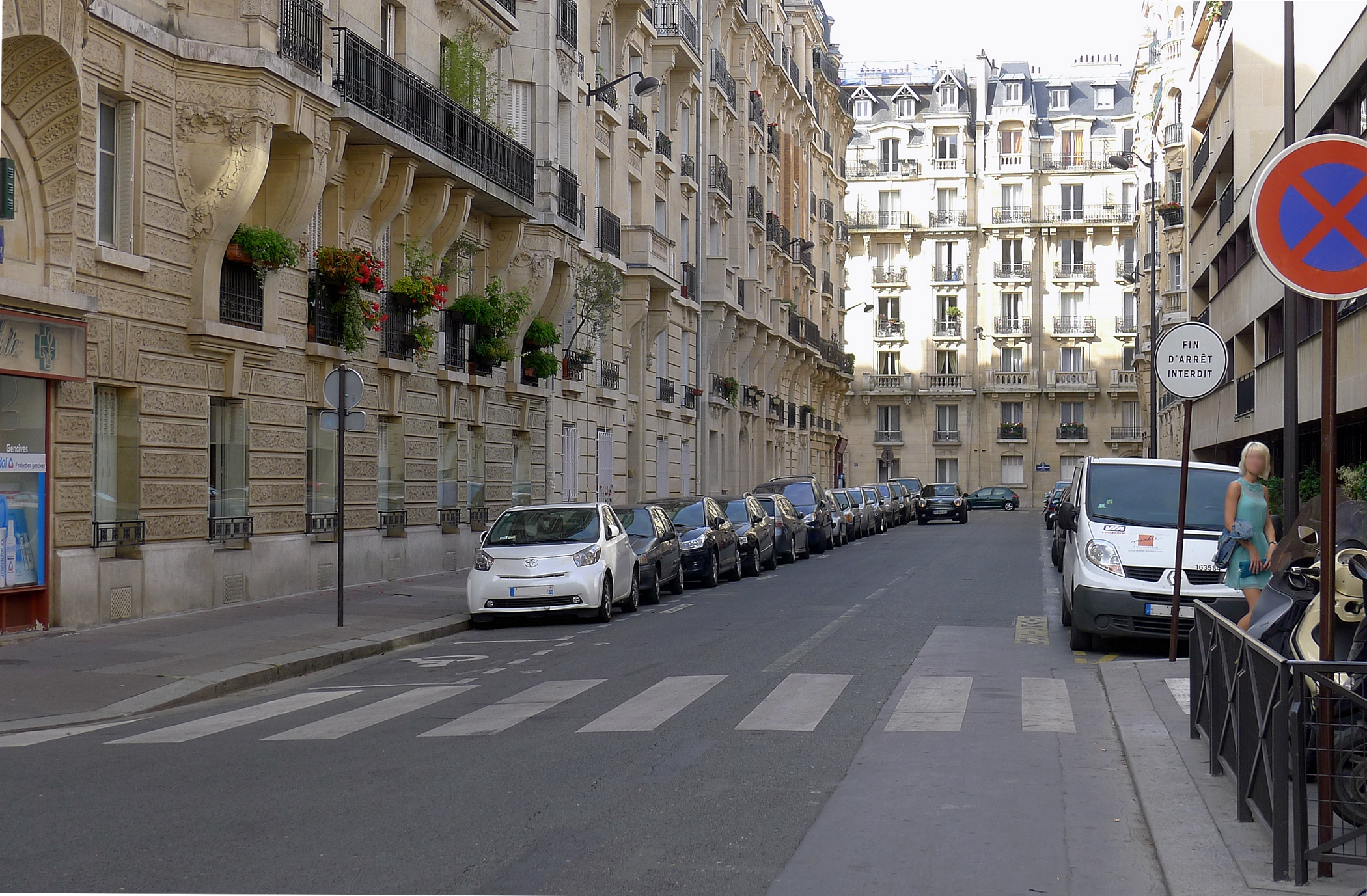
Rue Albert-de-Lapparent dans le 7e arrondissement de Paris

- Rue Albert-de-Lapparent dans le 7e arrondissement de Paris